# Walter Ziegler (Richter)
Walter Ziegler (* 5. November 1912 in Berlin; † 20. Februar 1977 Ost-Berlin) war ein deutscher Jurist und einer der führenden Richter in der frühen DDR. Er fällte in den 1950ern bis in die frühen 1960er Jahre als Vorsitzender des 1. Strafsenats im Obersten Gericht der DDR und als Bezirksrichter in Frankfurt (Oder) zahlreiche harte Urteile in politischen Prozessen sowie gegen tatsächliche und vermeintliche Spione.

## Leben
Ziegler war der Sohn eines Sattlers und einer Lederstepperin und wuchs in Berlin-Neukölln auf. 1932 legte er in der Karl-Marx-Schule in Neukölln das Abitur ab. Von 1931 bis 1933 war er Mitglied der KPD. Er studierte Nationalökonomie und Rechts- und Staatswissenschaften in Berlin, sammelte ab 1937 Erfahrungen als Referendar beim Oberlandesgericht Naumburg, dem Amtsgericht Zörbig und dem Landgericht Halle (Saale). 1942 legte er das Staatsexamen ab.
Im Nationalsozialismus gehörte Walter Ziegler dem NS-Richterbund und bis Ende des Zweiten Weltkriegs dem Nationalsozialistischen Rechtswahrerbund an. In der Wehrmacht diente er als Unteroffizier, wurde 1943 mit dem Eisernen Kreuz ausgezeichnet. Von April bis Juni 1945 war Ziegler in US-amerikanischer Lazarettgefangenschaft in Bad Lausick (Sachsen) und trat unmittelbar nach seiner Entlassung im selben Jahr eine Stelle als Richter am Amtsgericht Bitterfeld an.

### Karriere in der DDR
1946 trat Ziegler nicht wieder in die KPD, sondern in die SPD ein. In einem Überprüfungsverfahren 1951 anlässlich einer Parteisäuberung der Sozialistischen Einheitspartei Deutschlands (SED) wurde ihm das negativ angerechnet:
„Ziegler stammt aus der Arbeiterklasse, hat jedoch noch kleinbürgerliche Tendenzen, die ihren Ausdruck fanden in der schwankenden Haltung durch seinen Zutritt in die SPD, nachdem er 1931 Mitglied der KPD gewesen war.“
Aufgrund der Zwangsvereinigung mit der KPD war er Mitglied der SED geworden. 1949 ging Ziegler zurück ans Landgericht Halle, diesmal als Gerichtspräsident. Am 9. Februar 1950 wählte die Volkskammer auf Vorschlag der Regierung Ziegler zusammen mit sieben anderen in den Obersten Gerichtshof. In seiner neuen Funktion als Oberrichter am Obersten Gericht der DDR – das damals gerade im Aufbau war – arbeitete Ziegler in unmittelbarer Nähe zur späteren DDR-Justiziministerin Hilde Benjamin. Er war einer ihrer Beisitzer im 1. Strafsenat und folgte ihr zunächst als kommissarischer Vizepräsident und Vorsitzender des 1. Strafsenats, 1954 als Vizepräsident des Obersten Gerichts nach. Am 8. Februar 1953 wählte die Volkskammer Ziegler in den Verfassungsausschuss der Volkskammer.
Es war in der Regel der Vizepräsident, der die Verfahren im höchsten Strafgericht der DDR leitete. In dieser Funktion verhängte Ziegler politisch gefärbte harte Strafen, etwa
- 1953 gegen den Professor für Bergbau Otto Fleischer,[4]
- 1954 gegen den ehemaligen KPD-Funktionär Fritz Sperling, der keinerlei Straftaten begangen hatte,
- 1956 gegen den von der DDR-Staatssicherheit aus Westberlin entführten Journalisten Karl Wilhelm Fricke,
- 1957 gegen die DDR-Intellektuellen Walter Janka und Wolfgang Harich.

Er fällte Todesurteile unter anderem
- 1954 gegen den Oberleutnant des Ministeriums für Staatssicherheit Paul Rebstock,
- 1955 gegen Karl Laurenz und Elli Barczatis wegen Spionage.

1955 schrieb Ziegler in der DDR-Juristenzeitung Neue Justiz, die „verbrecherische[n] Angriffe“ auf die DDR (gemeint war die Unterstützung von Fluchten aus der DDR, wofür Ziegler Max Held und Werner Rudert wegen „Abwerbung“ zum Tode verurteilt hatte) stellten hohe Ansprüche an die Rechtsprechung:
„Gleichgültig, gegen welchen Personenkreis sich die Abwerbung richtet, […] sie stellt immer eine besonders in der jüngsten Zeit stärker hervorgetretene gefährliche Form des Klassenkampfes dar. […] In der Abwerbung von Ingenieuren und sonstigen technisch qualifizierten Facharbeitern liegt nicht nur eine Beeinträchtigung des beschleunigten wirtschaftlichen Aufbaus in der Deutschen Demokratischen Republik, vielmehr dient diese Form der Abwerbung auch der Förderung der Rüstungsindustrie in Westdeutschland und damit der verstärkten Kriegsvorbereitung.“
Allein im Januar 1956 widmeten die DDR-Zeitungen Ziegler anlässlich seiner harten Urteile mehrfach Leitartikel. Sie trugen Titel wie „Todesstrafe für Held und Rudert“, „Vier Agenten erhielten ihre gerechte Strafe“, „Gerechtes Urteil gegen Saboteure“. Später im selben Jahr schlug Ziegler einmal kritische Töne an, als er in einem Brief an den Generalstaatsanwalt Ernst Melsheimer zu lange Untersuchungshaftzeiten und den Sinn von Nachtverhören von Verdächtigen in Frage stellte:
„Es kann unmöglich geduldet werden, daß Häftlinge eine Woche lang jeweils die ganze Nacht und dabei an 3 Tagen Tag und Nacht vernommen werden. Wenn solche Häftlinge ihre in derartigen Vernehmungen gemachten Aussagen widerrufen, halte ich es für unmöglich, unter solchen Umständen gemachte Aussagen als beweiskräftig anzusehen.“
Dieses Schreiben versandete ohne weitere Beachtung, denn Ziegler hatte hier „nur“ die allgemein übliche Vernehmungs-Praxis angesprochen. Möglicherweise war das Schreiben jedoch Auslöser für die inzwischen zur Justizministerin aufgestiegene Hilde Benjamin, Ziegler 1958 in die Provinz ans Bezirksgericht Frankfurt (Oder) zu versetzen. Dort bewährte sich Ziegler mit außergewöhnlich harten, stets politisch begründeten Urteilen. So verurteilte er etwa
- 1959 den aus West-Berlin entführten Rechtsanwalt Erwin Neumann wegen seiner Mitarbeit im Untersuchungsausschuss Freiheitlicher Juristen zu lebenslangem Zuchthaus; Neumann starb nach neun Jahren in strenger Isolationshaft,
- 1961 den Landarbeiter Walter Praedel,[6] weil er zwei Scheunen angezündet hatte, zum Tode.

Selbst dem Obersten Gericht war Zieglers Walten in der Provinz nicht mehr geheuer. In einem Schreiben vom 12. Februar 1962 an den Generalstaatsanwalt und das Bezirksgericht Frankfurt/Oder heißt es:
„Die Strafen des Bezirksgerichts sind fast durchweg überhöht, und zwar teilweise in einem absolut unvertretbaren Maße. Es muß gleich vorweg bemerkt werden, daß das OG augenblicklich nicht in der Lage ist, Korrekturen in dem Umfange vorzunehmen, wie sie eigentlich notwendig wären. Es sollte deshalb hingewiesen werden, daß Abänderungen im Strafausspruch bislang nur in den krassesten Fällen vorgenommen wurden, die durch Beschlußverwerfung bestätigten Urteile aber keine Bescheinigung dafür darstellen können, daß alle diese bestätigten Urteile als richtig angesehen werden können.“

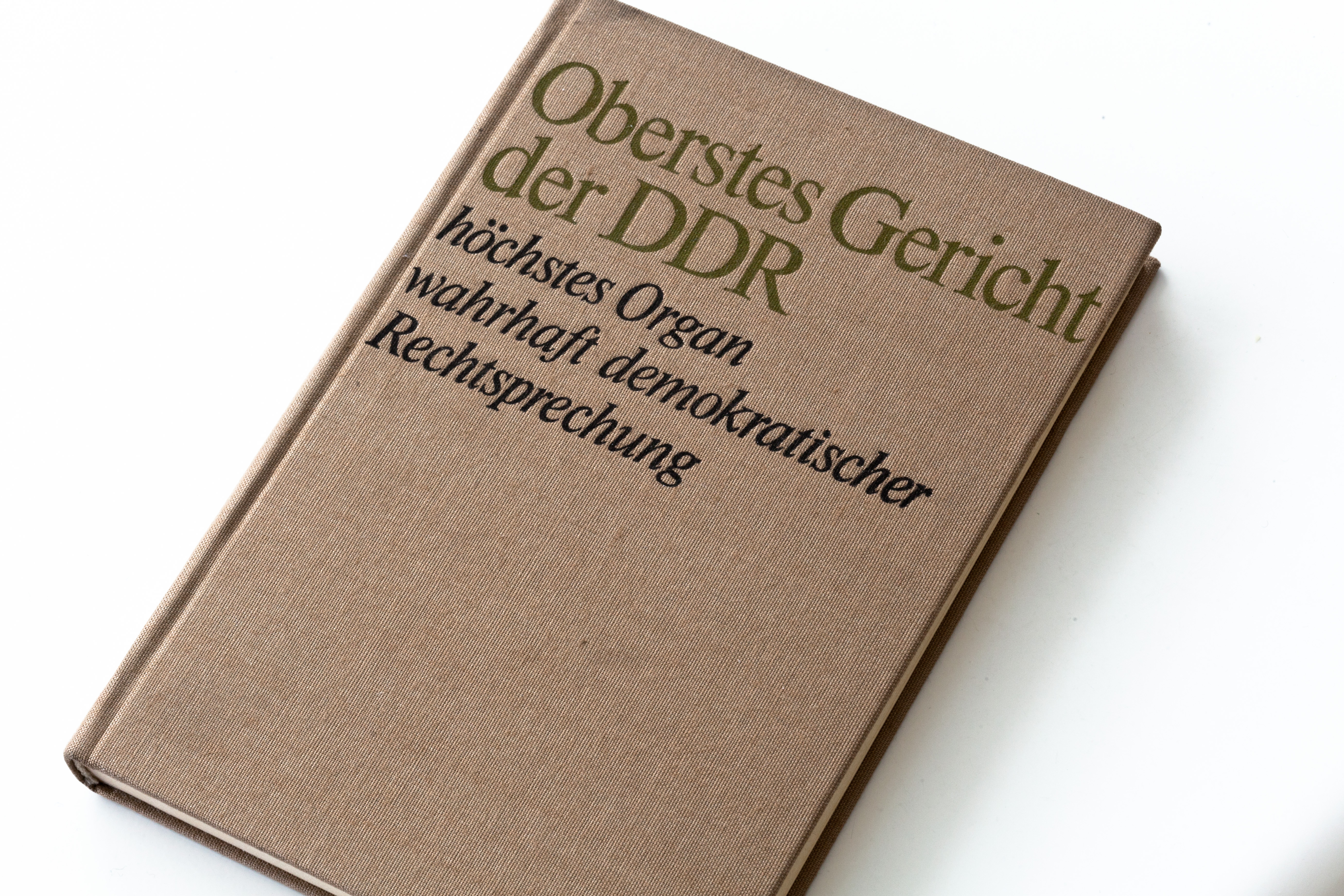
Sammelband zum 20-jährigen Bestehen des Obersten Gerichts der DDR mit einem Aufsatz von Walter Ziegler (1970)

Im März 1962 rief ihn die Ministerin zurück in die Stellung als Vizepräsident des Obersten Gerichts in Berlin. Am 17. Dezember 1962 überreichte ihm der Staatsratsvorsitzende Walter Ulbricht den Vaterländischen Verdienstorden in Silber.
1963 arbeitete Walter Ziegler am Rechtspflegeerlass des Staatsrats und am Gerichtsverfassungsgesetz der DDR mit und war damit einer der führenden Staatsrechtler der DDR.
Walter Ziegler starb 1977 in Ost-Berlin an einem Herzinfarkt. Die Einäscherung erfolgte im Krematorium Baumschulenweg.